# Diplazium lohfauense
Diplazium lohfauense là một loài dương xỉ trong họ Athyriaceae. Loài này được C. Chr. ex Y.C. Wu, K. Wong & Pong mô tả khoa học đầu tiên năm 1932.
Danh pháp khoa học của loài này chưa được làm sáng tỏ. 